# Cantón de Machault
El cantón de Machault era una división administrativa francesa, que estaba situada en el departamento de Ardenas y la región de Champaña-Ardenas.

## Composición
El cantón estaba formado por catorce comunas:
- Cauroy
- Chardeny
- Dricourt
- Hauviné
- Leffincourt
- Machault
- Mont-Saint-Remy
- Pauvres
- Quilly
- Saint-Clément-à-Arnes
- Saint-Étienne-à-Arnes
- Saint-Pierre-à-Arnes
- Semide
- Tourcelles-Chaumont

## Supresión del cantón de Machault
En aplicación del Decreto nº 2014-203 de 21 de febrero de 2014, el cantón de Machault fue suprimido el 22 de marzo de 2015 y sus 14 comunas pasaron a formar parte del nuevo cantón de Attigny.